# Franz Schmatz
Franz Schmatz (* 11. Mai 1870 in Laaben; † 14. Oktober 1953 in Neulengbach) war ein österreichischer Politiker (CSP) und Gastwirt. Schmatz war von 1919 bis 1934 Abgeordneter zum Landtag von Niederösterreich.
Schmatz besuchte nach der Volksschule eine Bürgerschule und absolvierte danach eine Handelsschule. Er war in der Folge beruflich als Gastwirt in Neulengbach tätig. 1901 wurde Schmatz zum Vorsteher der Gastwirtegenossenschaft des Bezirkes Neulengbach, zudem war er Mitglied des Gemeinderates, Mitglied des Bezirksstraßenausschusses und Kammerrat der Bezirksbauernkammer. 1908 hatte sich Schmatz erstmals als freier christlichsozialer Kandidat für den Landtag beworben, war jedoch Karl Lechner unterlegen. Schließlich zog Schmatz am 20. Mai 1919 in den Landtag ein, wobei er zwischen dem 10. November 1920 und dem 11. Mai 1921 der Kurie Niederösterreich Land angehörte. Schmatz schied am 21. Mai 1932 aus dem Landtag aus. Danach war er von 1934 bis 1938 Bürgermeister von Neulengbach.